# Cissampelos pareira
Cissampelos pareira és una espècie de planta de flor de la família de les menispermàcies.

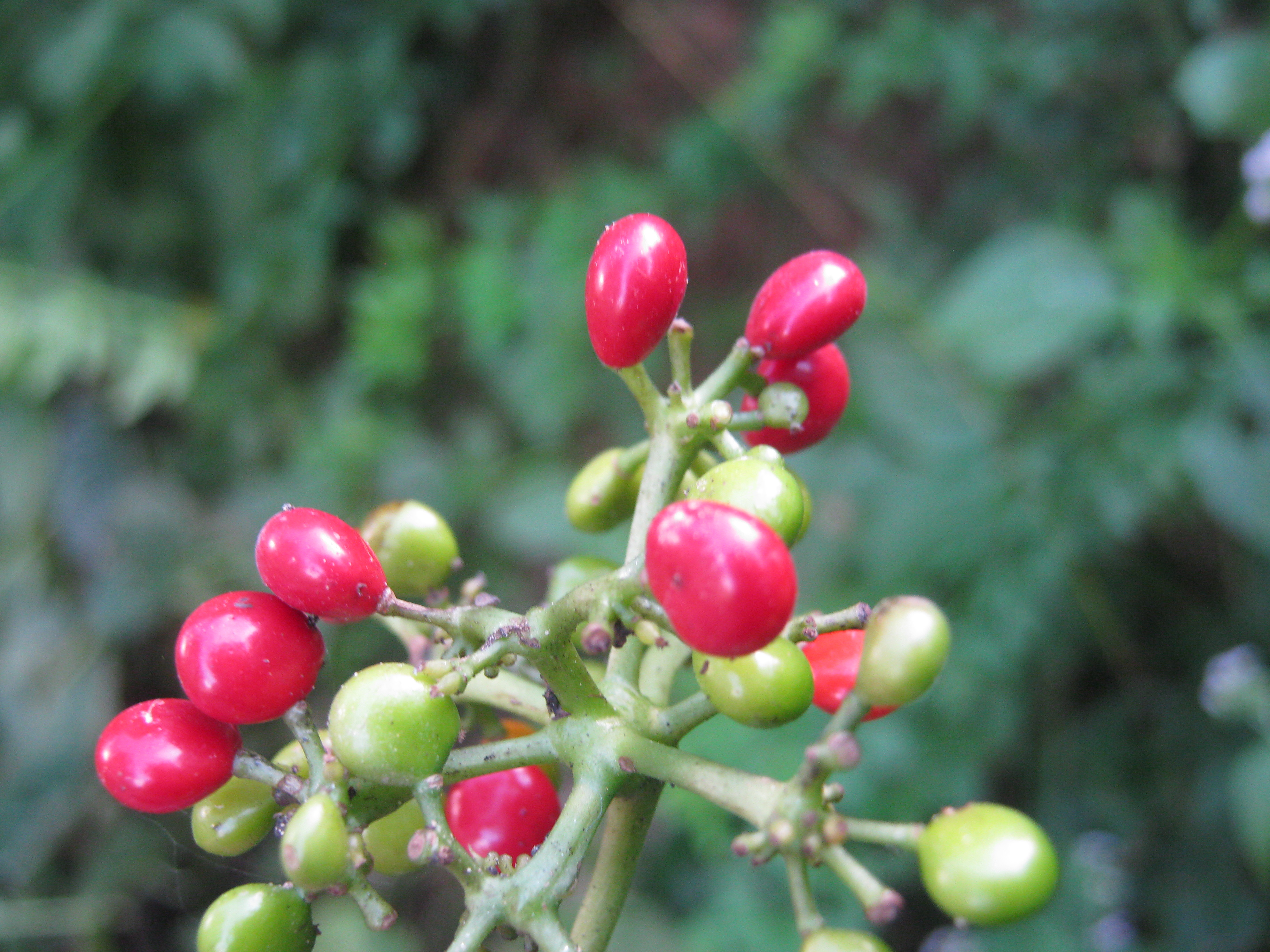
Fruits de Cissampelos pareira durant el mes d'octubre